# Luštěnice
Luštěnice – wieś oraz gmina, położona w kraju środkowoczeskim, w powiecie Mladá Boleslav, w Czechach.

## Atrakcje
- Zamek Luštěnice, zbudowany około 1760
- Kościół św Marcina, na zamku w południowej części wsi
- Pomnik Jana Nepomucena w szkole
- dawna plebania

## Części gminy
- Luštěnice
- Voděrady
- Zelená